# جيسون كونلي
جيسون كونلي (بالإنجليزية: Jason Conley)‏ مواليد 21 يوليو 1981 في شيفي تشيز، ماريلند، هو لاعب كرة سلة أمريكي. بدأ مسيرته الاحترافية في سنة 2005. يلعب في الدوري الفنلندي لكرة السلة. يحمل الرقم 20. يبلغ طوله 6 قدم 5 بوصة (2.0 م). لعب مع تليكوم باسكتس بون في الدوري الألماني لكرة السلة.

## روابط خارجية
- جيسون كونلي على موقع كرة السلة الأوروبية.كوم (الإنجليزية)
- جيسون كونلي على موقع كلية كرة السلة في سبورتس رفرنس.كوم (الإنجليزية)
- جيسون كونلي على موقع ريلجم (الإنجليزية)
- جيسون كونلي على موقع بروبوليرز (الإنجليزية)